# Fernando Prado
Fernando Andrés Prado Avelino (Carmelo, Colonia, Uruguay; 21 de marzo de 2001) es un futbolista uruguayo que se desempeña como lateral izquierdo. Actualmente se encuentra en Imbabura Sporting Club de la Serie A de Ecuador.

## Trayectoria

### Racing Club
Nacido en Uruguay, se logró  unir a la configuración juvenil del Racing Club de Argentina. Su debut en el primer equipo se produjo el 19 de noviembre del 2020 en un partido de la Copa de la Liga Profesional. Debutó junto a otros juveniles de Racing debido a que el director técnico Sebastián Beccacece priorizaba el partido frente a Flamengo por la Copa Libertadores y guardaba al equipo titular para ese encuentro.
En 2021 disputaría varios partidos gracias a la llegada de Claudio Úbeda y, posteriormente, Fernando Gago; quienes, ante la falta de laterales izquierdos, apostaron por el juvenil. En 2022 tendría poca participación en el equipo, aunque logró formar parte del plantel que se consagró campeón del Trofeo de Campeones frente a Boca en San Luis.

## Palmarés

### Campeonatos nacionales
| Título              | Club        | País      | Año  |
| ------------------- | ----------- | --------- | ---- |
| Trofeo de Campeones | Racing Club | Argentina | 2022 |